# Eiður Guðjohnsen
Eiður Smári Guðjohnsen (Reykjavík, 15. rujna 1978.) je bivši islandski nogometaš koji je igrao na poziciji napadača, a nastupao je i za islandsku nogometnu reprezentaciju čiji je najbolji strijelac u povijesti. Karijeru je počeo u ranoj dobi, inspiriran od strane oca, koji je bio islandski reprezentativac. Sa 16 godina debitirao je u islandskoj prvoj ligi, sezonu je završio sa 7 golova u 17 utakmica. Odličnim igrama privukao je pozornost na sebe, te je prešao u redove PSV Eindhovena. Sezone 1997./98. vratio se u svoju domovinu te prešao u KR Reykjavik. Potom odlazi u Bolton Wandererse, gdje je odigrao dvije sezone, nakon čega prelazi u Chelsea. U Barcelonu je otišao kao zamjena za Larssona. Nakon odlaska iz Barcelone u francuski Monaco posuđen je engleskom Tottenham Hotspur.

## Reprezentativna karijera
Za reprezentaciju Islanda nastupa od 1996. godine te je glavna zvijezda reprezentacije i okosnica momčadi za koju je zabilježio preko 80 nastupa uz 26 gola. Islandski nogometni stožer objavio je u svibnju 2016. popis za nastup na Europskom prvenstvu u Francuskoj, na kojem se nalazi Guðjohnsen.

## Vanjske poveznice
- Profil Soccerbase
- Profil  Arhivirana inačica izvorne stranice od 9. veljače 2011. (Wayback Machine) BBC